# Mrtinovik
Mrtinovik je uvala na južnoj strani otoka Hvara, oko 10 km udaljena od mjesta Sućuraj